# Nadine Capellmann
Nadine Capellmann, född den 9 juli 1965 i Aachen i dåvarande Västtyskland, är en tysk ryttare.
Hon tog OS-guld i lagtävlingen i dressyr i samband med de olympiska ridsporttävlingarna 2008 i Peking.